# Орлов, Фёдор Григорьевич
Граф Фёдор Григо́рьевич Орло́в (1741—1796) — один из знаменитых братьев Орловых, генерал-аншеф, обер-прокурор Правительствующего сената. В 33 года вышел в отставку и поселился под Москвой.

## Биография
Сын новгородского губернатора Г. И. Орлова и его жены Лукерьи Ивановны.
Воспитывался вместе с братьями в Шляхетном кадетском корпусе, ещё юношей участвовал в Семилетней войне, где «явил опыты своей храбрости». Высокий и статный силач отличался белизной лица; он бывал из первых «красавиц» на маскарадах при дворе Елизаветы Петровны, когда мужчины наряжались женщинами, а дамы кавалерами. Весельчак и жуир, он был любимец братьев, которые прозвали его «Душкой».
В 1762 принимал вместе с братьями деятельное участие в подготовке июньского переворота. Вскоре был пожалован чинами капитана Семёновского полка и камер-юнкера, а в день коронации Екатерины II камер-юнкер Фёдор Григорьевич Орлов возведён с братьями, с нисходящим их потомством, в графское Российской империи достоинство и пожалован в камергеры.

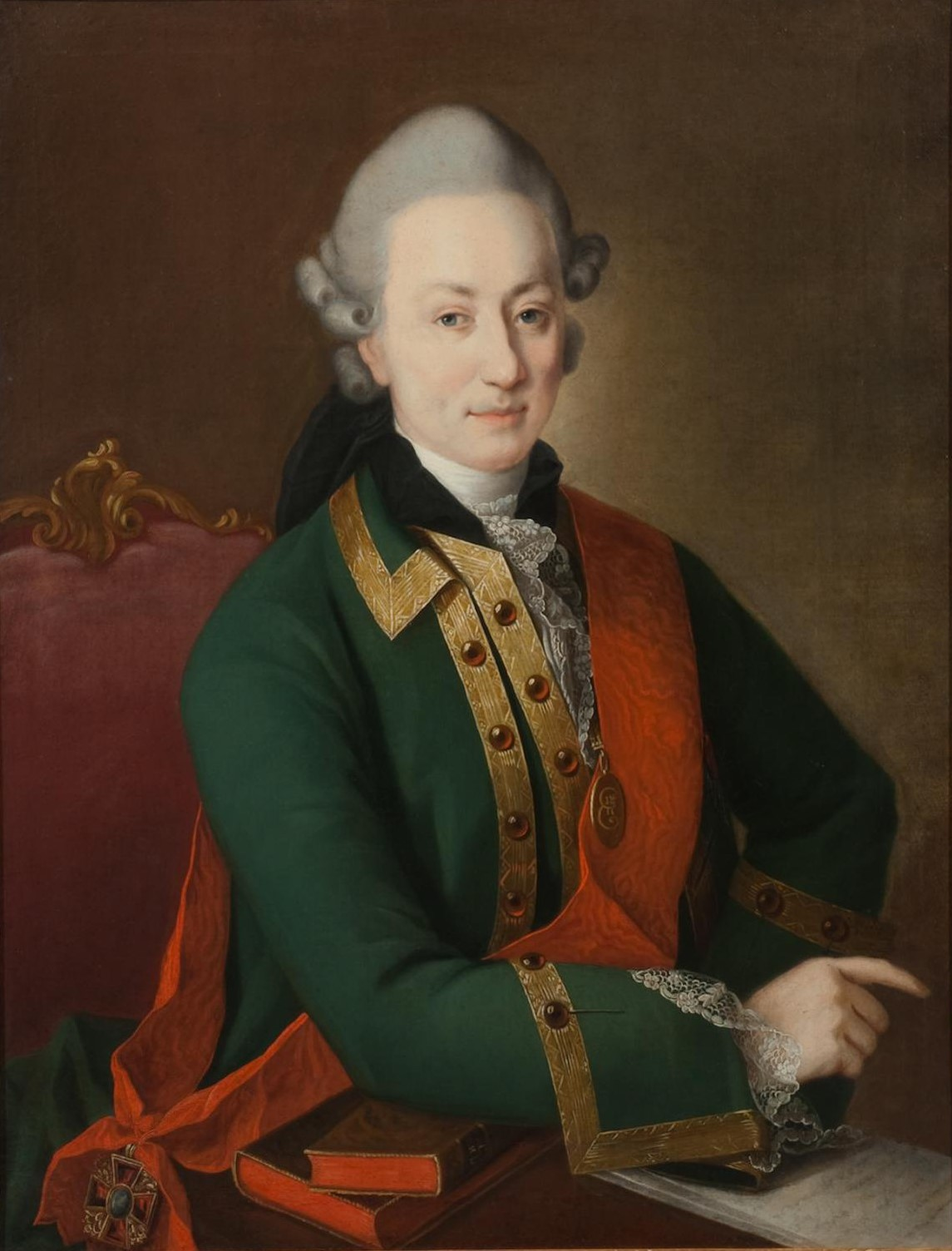
Портрет графа Ф. Г. Орлова. 1770-е гг.

Указом 20 августа 1763 Орлову было приказано находиться «безпрерывно при текущих делах» в Правительствующем Сенате и «иметь дело за генерал-прокурорским столом». Вскоре назначен обер-прокурором 4-го департамента Сената, награждён орденом Св. Александра Невского с сохранением чина капитана гвардии. В 1767 участвовал в деятельности комиссии по составлению Уложения в качестве депутата от дворянства Орловской губернии. По предложению Орлова, комиссия о сословиях была разделена на 3 секции: первая занималась дворянством, вторая — «средним родом, или мещанством, третья — крестьянами свободными и крепостными».
Во время первой турецкой войны Орлов оставил гражданскую службу и в 1770 поступил в эскадру адмирала Спиридова Первой Архипелагской экспедиции русского флота. Отличился при взятии крепости Короны, в Чесменском морском сражении на корабле «Св. Евстафий» (спас часть экипажа до взрыва) и при озере Гидре. Упомянут как «герой Архипелага» Пушкиным в «Воспоминаньях в Царском Селе» (1829).

Командовал частью флота, которому было поручено уничтожить турецкие поселения и крепости вдоль Короманского побережья. За свои подвиги был произведен в генерал-поручики, награждён шпагой, усыпанной бриллиантами и 22 сентября 1770 орденом Св. Георгия 2-го кл. № 4 
За отличную храбрость и мужество, оказанныя им во время одержанной над турецким флотом при берегах Ассийских знаменитой победы и поданный к приобретению оной пример и советы.
 В январе 1772 возвратился в Санкт-Петербург. В день заключения Кючук-Кайнарджийского мира произведен в генерал-аншефы с увольнением, согласно прошению, от службы.
С 1775 жил в Москве, где выкупил под загородную резиденцию усадьбу Нескучное, и в подмосковном имении «Неразстанное» (рядом с «Отрадой» брата Владимира).
Бронзовая доска над могилой графа в Отраде гласила: «Граф Федор Григорьевич Орлов. Из пяти братьев по старшинству четвертой. Родился 8 февраля 1741 года, скончался в Москве 17-го Мая 1796 года, 55 лет к сокрушению друзей и сожалению всех честных людей. Служил 40 лет, был генерал-аншеф, действительный камер-гер, орденов Российских святяго Александра Невскаго и святаго великомученика и победоносца Георгия, большаго креста, втораго класса, кавалер. Находился в разных сражениях: в Семилетнюю войну против Прусаков, потом под предводительством брата своего большаго Алексея Григорьевича Орлова-Чесменского во флоте действующем в Архипелаге против Турок, сделал высадку в Греческой провинции Морее, с горстью людей взял несколько крепостей».

## Брак и дети
Официально женат не был.
Первая гражданская жена — Елизавета Михайловна Гусятникова (1757-1791), дочь владельца шляпной и полотняной фабрик, обер-директора Московской компании питейных откупщиков Михаила Петровича Гусятникова (1707-1776). Была в браке с камердинером Екатерины II А. С. Поповым. Овдовев, вступила в отношения с Федором Григорьевичем. Умерла от последствий родов, похоронена на кладбище Донского монастыря.

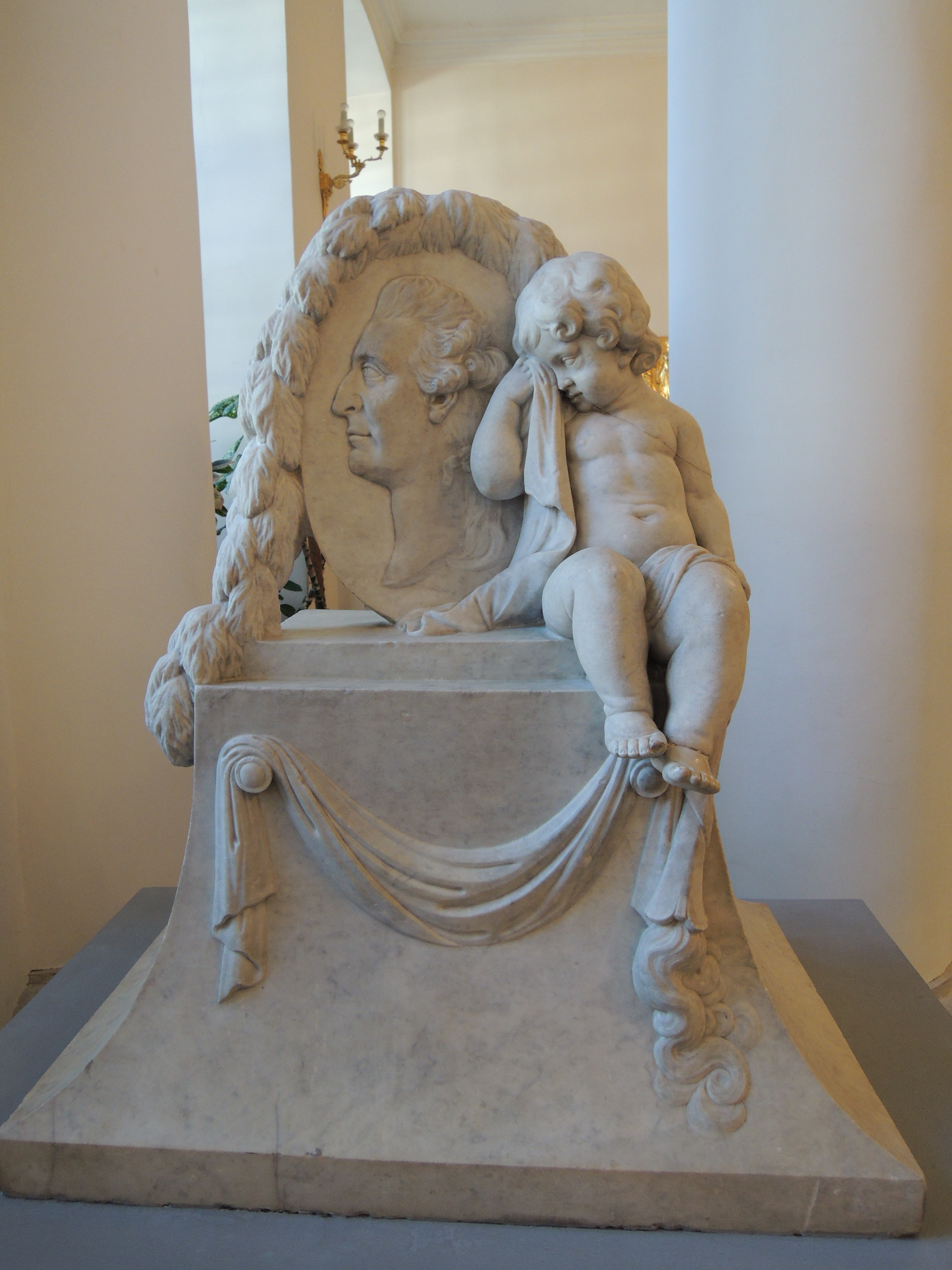
Попов А.С. (1728-1780), камер-фурьер и камердинер императрицы Екатерины II

- Владимир (1775-1797), по веским предположениям, был побочным сыном не Федора, а его брата Алексея – не исключено, что от принцессы Елизаветы, известной более как «Княжна Тараканова», скоропостижно скончался, не женат. Был похоронен на кладбище Донского монастыря. Его могила числится в каталоге захоронений, как могила дворянина Владимира Федоровича Орлова, но физически уже утрачена;
- Алексей (1786-1862), женился на Ольге Александровне Жеребцовой (1807—1880), 3 детей: Николай, Анна, Афиноген;
- Михаил (1788-1842), женился на Екатерине Николаевне, в девичестве Раевская (1797—1885), дочери генерала Н. Н. Раевского, 2 детей: Николай, Анна;
- Григорий (1790 — 1850), женился на Виргинии Вентзель (ум. 1846), актрисе парижского театра комедии, одна дочь Антонина (Антуанетта);
- Елизавета (1791-1796)

Вторая гражданская жена — Татьяна Федоровна Ярославова, урожденная Глинская (1761-1846), из смоленской шляхты — потомков княжеского рода; выпускница Смольного института благородных девиц 1779 года; вдова А.М. Ярославова, однополчанина Федора Григорьевича. Погребена на Большеохтенском кладбище Санкт-Петербурга.
- Фёдор (1792–1834), с 1832 отставной полковник, затем генерал-лейтенант, жена Анна Михайловна (в девичестве Наумова) (1799-1868) из древнего дворянского рода,
- Анна (1793—1830), вышла замуж за сенатора А. М. Безобразова, умерла при родах 12-го (по другой версии 15-го) ребенка.

Указом императрицы Екатерины II от 27 апреля 1796 года всем детям были предоставлены дворянские права, фамилия и герб Орловых.
На смертном одре он напутствовал детей: «Живите дружно, как дружно жили мы с братьями, тогда и сам Потёмкин нас не сломил». Похоронен в имении «Отрада» в фамильной усыпальнице Орловых.
Татьяна Федоровна Ярославова после смерти Федора Григорьевича  присматривала за воспитанниками Федора Григорьевича, получая за это деньги, в документах она называлась «надзирательницей».